# Iwona Adamiec-Wójcik
Iwona Dorota Adamiec-Wójcik (ur. 13 lutego 1962 w Bielsku-Białej) – polska naukowiec, profesor nauk technicznych, profesor zwyczajny Akademii Techniczno-Humanistycznej w Bielsku-Białej, prorektor tej uczelni w kadencji 2016–2020.

## Życiorys
W 1985 ukończyła studia na Uniwersytecie Śląskim w Katowicach. Doktoryzowała się w 1992 na University of Strathclyde. Stopień doktora habilitowanego uzyskała w 2004 na Akademii Techniczno-Humanistycznej w Bielsku-Białej na podstawie pracy Modelling dynamics of multibody systems using homogenous transformations. Tytuł naukowy profesora otrzymała 11 kwietnia 2012.
Zawodowo związana z Akademią Techniczno-Humanistyczną w Bielsku-Białej, na której doszła do stanowiska profesora zwyczajnego. W latach 2005–2008 pełniła funkcję dziekana Wydziału Budowy Maszyn i Informatyki. W kadencji 2016–2020 została wybrana na prorektora ATH do spraw nauki i finansów.
Specjalizuje się m.in. w dynamice i modelowaniu komputerowym układów wieloczłonowych. Wypromowała dwóch doktorów nauk technicznych.
W 2001 została odznaczona Brązowym Krzyżem Zasługi.